# Ghost Squad (serie televisiva 2005)
Ghost Squad è una serie televisiva inglese.

## Trama
Amy Harris (Elaine Cassidy) è un'agente di polizia. Visto il suo ottimo lavoro come agente, il detective sopraintendente Carol McKay (Emma Fielding) a capo del Ghost Squad, un corpo segreto di polizia che ha il compito di indagare sui poliziotti sospettati di abusare della loro divisa, la arruola nella sua divisione.